# 裸身頰縫鯰
裸身頰縫鯰，為輻鰭魚綱鯰形目甲鯰科的其中一種，為熱帶淡水魚，分布於南美洲巴西阿拉瓜亞河、Mapituba、Tres Forquilhas及Maquine河流域，體長可達3.4公分，棲息在岩石底質底層水域，生活習性不明。

## 扩展阅读
維基物種上的相關：裸身頰縫鯰